# Línea 131 (Montevideo)
La línea 131 fue una línea urbana Montevideo, que unía Ciudad Vieja con Verdisol. Peabody.

## Historia
Fue creada en 1925 por la Compañía de Ómnibus Línea D, en el año 1937 con la conformación de la Compañía Uruguaya del Transporte Colectivo recibió su denominación de línea 131. El 4 de diciembre de 1997 se resolvió suprimir sus servicios, los cuales fueron sustituidos solamente en una parte de su recorrido por la línea L3.

## Recorridos
| - Verdisol - Mario Arregui - Camino Francisco Lecocq - Avenida Millán - Juan Bautista Saá - María Orticochea - Alberto Gómez Ruano - Avenida Islas Canarias - Vittorio Venetto - Carlos María de Pena - Aldao - General Hornos - Avenida Eugenio Garzón - Santa Lucía - San Quintín - Juan B. Pandiani - Avenida Agraciada - Paraguay - Avenida del Libertador - Avenida Uruguay - 25 de mayo - Juncal - Cerrito - Ciudad Vieja | - Ciudad Vieja - Cerrito - Juan Lindolfo Cuestas - Buenos Aires - Liniers - San José - Andes - Mercedes - Avenid Rondeau - General Caraballo - Avenida Agraciada - San Quintín - Avenida Eugenio Garzón - General Hornos - Aldao - Carlos María de Pena - Vittorio Venetto - Avenida Islas Canarias - Alberto Gómez Ruano - María Orticochea - Juan Bautista Saá - Avenida Millán - Mario Arregui - Verdisol |

## Barrios
La línea 131 recorría los barrios: Ciudad Vieja, Centro, Aguada, Bella Vista, Prado, Paso Molino, Belvedere, Nuevo París, Sayago, Conciliación y Verdisol.